# 暗黑街的顏役
暗黑街的顏役（暗黒街の顔役）是一部於1959年的日本動作片，本片由巨星三船敏郎、鶴田浩二和寶田明三人為主角，此部為1956年山本嘉次郎導演的《暗黑街》的續作。

## 演員列表
- 小松龍太：鶴田浩二
- 小松峰夫：寶田明
- 樫村大助：三船敏郎
- 菊村純子：白川由美
- 小惠：草笛光子
- 須藤:平田昭彥
- 横光組組長：河津清三郎
- 辰:米基·柯堤斯
- 陽子:柳川慶子
- 清：夏木陽介
- 五郎：佐藤允
- 巴塔公：桐野洋雄
- 小山：天本英世
- 下松刑警：中丸忠雄